# Песни (телешоу)
«Пе́сни» — российское вокальное телевизионное шоу талантов с элементами реалити. Первое российское телешоу, которое получило поддержку от компаний Apple и Apple Music.
Премьера телепроекта состоялась на канале «ТНТ» 10 февраля 2018 года. Участники шоу борются за контракт с музыкальным лейблом и главный приз в размере 5 миллионов рублей. В качестве продюсеров в первом сезоне выступали Тимати (лейбл Black Star) и Максим Фадеев, (лейбл MALFA). Во втором сезоне Максима Фадеева на посту наставника сменил репер Баста и Творческое объединение Gazgolder. «Песни. Реалити» с дневниками «звёздного дома» (поначалу в 18:00 с ночным повтором в 1:00 и в 1:30 в ночь с пятницы на субботу, затем ночью по тому же графику с утренним повтором в 11:30).
Победителем первого сезона и обладателем 5 миллионов рублей стал Terry (Олег Терновой из Ташкента, Узбекистан). Кристина Кошелева, Хабиб и Евгения Майер подписали контракт с лейблом MALFA, а DanyMuse и Наzима — с лейблом Black Star.
Премьера второго сезона состоялась 16 февраля 2019 года. Победителем второго сезона и обладателем 6 миллионов рублей стал Slame (Вячеслав Исаков из Казани). Все основные участники команды Black Star, кроме Say Mo подписали контракт с этим лейблом. Но позднее подписали контракты с лейблом Gazgolder, ANIKV, STRANIZA и группа TRITIA.

## Члены жюри
- Тимати (Black Star Inc.) — 1 и 2 сезоны
- Баста (Gazgolder) — 2 сезон
- Максим Фадеев (MALFA) — 1 сезон

### Сменные

#### Этап «Кастинг»
- Гарик Мартиросян
- Семён Слепаков
- Вера Брежнева
- Сергей Светлаков
- Аида Гарифуллина
- Павел Воля
- Антон Беляев
- Влади

#### Этап «Концерты»
- Аида Гарифуллина
- Jah Khalib
- Ольга Серябкина
- Влади
- Семён Слепаков

## Формат и правила

### Основные положения
По состоянию на 2018 год, действуют следующие правила:
- Шоу состоит из пяти этапов: «Кастинги», «Отборы», «Реалити», «Концерты», «Финал».
- Победителем признаётся участник, набравший в «Финале» проекта наибольшее количество зрительских голосов. Продюсеры шоу лично решат, кто подпишет контракт с их музыкальными лейблами[2].

## Система судейства
- Конкурсантов оценивают 3 члена жюри, из которых 2 — постоянно участвующих и 1 — сменный член жюри.
- Все члены жюри обладают профессиональным опытом и осуществляют свою деятельность в области телевидения и музыкальной индустрии.
- «Кастинги» и «Концерты» оценивают члены жюри совместно с телезрителями.
- «Отборы» оценивают только члены жюри.
- В «Финале» за участников голосуют только телезрители.
- Телезрители могут голосовать за конкурсантов и участников шоу бесплатно, при помощи мобильного приложения ТНТ-CLUB.
- Для того, чтобы конкурсанту пройти из этапа «Кастинги» в «Отборы» — необходимо выступить с вокальным номером, понравиться хотя бы одному из трёх членов жюри, и услышать от него слова о прохождении в следующий этап.
- Если все члены жюри голосуют против прохождения конкурсанта в следующий этап, то за него в течение недели после эфира бесплатно голосуют телезрители в мобильном приложении ТНТ-CLUB.
- Лидеры каждой из недель зрительского голосования после последнего выпуска этапа «Кастинги», будут объединены в финальное голосование в мобильном приложении ТНТ-CLUB. Его победитель минует этап «Отборы» и автоматически станет участником шоу.
- На этапе «Отборы» каждый из продюсеров отберёт в свою команду по 10 участников[3].
- После этапа «Отборы» стартует ежедневное «Реалити», в котором телезрители будут наблюдать за тем, как участники готовятся к каждому из «Концертов».
- После каждого из «Концертов» в мобильном приложении ТНТ-CLUB стартует бесплатное голосование за всех участников шоу. Участники, набравшие наибольшее количество зрительских голосов, автоматически продолжают участие в шоу, а участники, набравшие наименьшее число зрительских голосов, становятся номинантами на вылет из шоу.
- В финале каждого из «Концертов» члены жюри будут решать: кто из номинантов на вылет останется в проекте, а кто — покинет шоу.
- После последнего выпуска этапа «Концерты» в мобильном приложении ТНТ-CLUB стартует финальное зрительское голосование, которое и определит победителя проекта.
- В «Финале» будет объявлено имя победителя проекта, а продюсеры, если пожелают, назовут имена новых артистов своих лейблов, выбранных из участников шоу.

## Прослушивания
- Приём заявок на прослушивания в городах продлился на сайте канала ТНТ[4] всего 5 дней (с 24[5] по 28 июля 2017 года).
- Прослушивания проходили с 17 августа по 4 сентября 2017 года в пяти городах: Москве, Санкт-Петербурге, Краснодаре, Екатеринбурге и Новосибирске[6].
- Одним из отборщиков на прослушиваниях был полуфиналист шоу «Голос» Антон Беляев[7][8].

## Сезоны
- Команда Тимати
- Команда Фадеева
- Команда Басты

| Сезон | Премьера        | Финал       | Победитель | 2 место        | 3 место           | 4 место        | Победивший наставник | Ведущий    | Наставники | Наставники    |
| Сезон | Премьера        | Финал       | Победитель | 2 место        | 3 место           | 4 место        | Победивший наставник | Ведущий    | 1          | 2             |
| ----- | --------------- | ----------- | ---------- | -------------- | ----------------- | -------------- | -------------------- | ---------- | ---------- | ------------- |
| 1     | 10 февраля 2018 | 2 июня 2018 | Terry      | Максим Свобода | Кристина Кошелева | НАZИМА         | Тимати               | Павел Воля | Тимати     | Максим Фадеев |
| 2     | 16 февраля 2019 | 1 июня 2019 | Slame      | Tritia         | Amchi             | Ксения Минаева | Тимати               | Павел Воля | Тимати     | Баста         |

### Первый сезон
|                   | Участник          | Реальное имя       | Возраст | Местонахождение | Instagram                                                           | Примечания                                                             |
| B L A C K S T A R | TERRY             | Олег Терновой      | 25 Лет  | Ташкент         | @ternovoy_oleg Архивная копия от 16 мая 2019 на Wayback Machine     | Подписан контракт с лейблом                                            |
| B L A C K S T A R | DanyMuse          | Даниил Бурцев      | 18 Лет  | Москва          | @danymuse                                                           | Подписан контракт с лейблом                                            |
| B L A C K S T A R | НАZИМА            | Назима Джанибекова | 27 Лет  | Шымкент         | @13nazima                                                           | В прошлом — участница группы «Altyn Girls» Подписан контракт с лейблом |
| B L A C K S T A R | PLC               | Сергей Трущёв      | 32 Года | Краснодар       | @iamplc Архивная копия от 6 июля 2014 на Wayback Machine            |                                                                        |
| B L A C K S T A R | Джей Мар          | Никита Лукашев     | 25 Лет  | Южно-Сахалинск  | @jmarr_real                                                         | Один из участников группы «ДжонниДжейн»                                |
| B L A C K S T A R | SOLOMONA          | Илона Соломонова   | 24 Года | с. Лямбирь      | @viloshka                                                           |                                                                        |
| B L A C K S T A R | Настика           | Анастасия Рубцова  | 27 Лет  | Екатеринбург    | @nvstikv                                                            |                                                                        |
| B L A C K S T A R | RONNY             | Вероника Батракова | 19 Лет  | Городец         | @veronikabatrakovaa                                                 |                                                                        |
| B L A C K S T A R | Ann Jarel         | Анна Ксендзик      | 24 Года | Великие Луки    | @annjarel                                                           |                                                                        |
| B L A C K S T A R | Лёша Банкес       | Алексей Баньков    | 21 Год  | Санкт-Петербург | @alexbankes                                                         |                                                                        |
|                   |                   |                    |         |                 |                                                                     |                                                                        |
| M A L F A         | Кристина Кошелева | —                  | 19 лет  | Екатеринбург    | @kosheleva.aveleshok                                                | Подписан контракт с лейблом                                            |
| M A L F A         | Максим Свобода    | Максим Анисимов    | 26 Лет  | Владивосток     | @iiimaks                                                            | Солист группы «СвобоDA»                                                |
| M A L F A         | Soufee            | Софья Авазашвили   | 29 Лет  | Москва          | @itssoufee                                                          |                                                                        |
| M A L F A         | Родион Толочкин   | —                  | 28 Лет  | Краснодар       | @rodiontola                                                         |                                                                        |
| M A L F A         | Хабиб             | Хабиб Шарипов      | 27 Лет  | Казань          | @xabibkaa Архивная копия от 15 апреля 2017 на Wayback Machine       | Подписан контракт с лейблом                                            |
| M A L F A         | Евгения Майер     | Евгения Микова     | 24 Года | Екатеринбург    | @evgeniya_mayer Архивная копия от 10 апреля 2019 на Wayback Machine | Подписан контракт с лейблом                                            |
| M A L F A         | Руслан Кримлидис  | Руслан Гавшин      | 21 Год  | Краснодар       | @ruslan_krimlidis                                                   |                                                                        |
| M A L F A         | Диана Видякина    | _                  | 25 лет  | Дивногорск      | @diana__vidyakina                                                   |                                                                        |
| M A L F A         | Тим Гринберг      | Тимофей Гринберг   | 21 Год  | Ульяновск       | @tim.green.berg                                                     |                                                                        |

| № | Команда    | Участник          | Возраст | Город               | Примечания                                                                             |
| - | ---------- | ----------------- | ------- | ------------------- | -------------------------------------------------------------------------------------- |
| 1 | Black Star | TERRY             | 25 лет  | Ташкент, Узбекистан | Победитель первого сезона Обладатель пяти миллионов рублей Подписан контракт с лейблом |
| 2 | MALFA      | Максим Свобода    | 26 лет  | Владивосток         |                                                                                        |
| 3 | MALFA      | Кристина Кошелева | 19 лет  | Екатеринбург        | Подписан контракт с лейблом                                                            |
| 4 | Black Star | НАZИМА            | 27 лет  | Шымкент, Казахстан  | Подписан контракт с лейблом                                                            |
| 5 | Black Star | DanyMuse          | 18 лет  | Москва              | Подписан контракт с лейблом                                                            |
| 6 | MALFA      | Soufee            | 29 лет  | Москва              |                                                                                        |

### Второй сезон
|                   | Участник        | Реальное имя / Состав группы                     | Возраст                | Местонахождение | Instagram                                                      | Примечания |
| B L A C K S T A R | Slame           | Вячеслав Исаков                                  | 24 Года                | Казань          | @slava_slame                                                   | Подписан контракт с лейблом |
| B L A C K S T A R | AMCHI           | Артём Амчиславский                               | 24 Года                | Сочи            | @artem_amchislavskiy                                           | В прошлом — участник группы «ЛОVl» Подписан контракт с лейблом                                                                              |
| B L A C K S T A R | БОРОНИНА        | Анна Боронина                                    | 31 Год                 | Волгоград       | @annaboronina                                                  | В прошлом — участница группы «23:45» Подписан контракт с лейблом                                                                            |
| B L A C K S T A R | Say Mo          | Молдир Есембек                                   | 21 Год                 | Алматы          | @say_mo__                                                      | |
| B L A C K S T A R | ARS-N           | Арсен Антонян                                    | 24 Года                | Санкт-Петербург | @arstothennn                                                   | Подписан контракт с лейблом |
| B L A C K S T A R | Анет Сай        | Анна Сайдалиева                                  | 21 Год                 | Волгодонск      | @anetsai                                                       | В прошлом — «Мисс Волгодонск – 2015» Подписан контракт с лейблом                                                                            |
|                   |                 |                                                  |                        |                 |                                                                | |
| G A Z G O L D E R | Ксения Минаева  | —                                                | 21 Год                 | Севастополь     | @soul_mi_sol                                                   | |
| G A Z G O L D E R | TRITIA          | Вячеслав Мартюшов, Иван Андрукович, Кирилл Ганин | 25 лет, 26 Лет, 27 Лет | Хабаровск       | @tritiaband Архивная копия от 3 ноября 2020 на Wayback Machine | Подписан контракт с лейбом |
| G A Z G O L D E R | STRANIZA        | Ксения Чумаченко                                 | 22 Года                | Ростов-на-Дону  | @ksu_chum                                                      | Ранее участвовала в проектах «Новая звезда» и «Новая Фабрика звёзд» (на последнем — как солистка группы «CASH»). В ноябре подписан контракт |
| G A Z G O L D E R | ANIKV           | Анна Пурцен                                      | 24 Года                | Тбилиси         | @an1kv                                                         | В октябре подписан контракт с лейблом |
| G A Z G O L D E R | Кирилл Медников | —                                                | 23 Года                | Душанбе         | @kirill_mednikov                                               | |
| G A Z G O L D E R | KESH            | Денис Зинченко                                   | 21 Год                 | Сумы            | @deniskesh                                                     | |

| № | Команда    | Участник       | Возраст                | Город                        | Примечания                                                                              |
| - | ---------- | -------------- | ---------------------- | ---------------------------- | --------------------------------------------------------------------------------------- |
| 1 | Black Star | Slame          | 24 года                | Казань, Республика Татарстан | Победитель второго сезона Обладатель шести миллионов рублей Подписан контракт с лейблом |
| 2 | Gazgolder  | Tritia         | 25 лет, 26 лет, 27 лет | Хабаровск                    | Не подписан контракт с лейблом. Но позднее подписан                                     |
| 3 | Black Star | Amchi          | 24 года                | Сочи                         | Подписан контракт с лейблом                                                             |
| 4 | Gazgolder  | Ксения Минаева | 21 год                 | Севастополь                  |                                                                                         |

В голосовании среди участников, не прошедших кастинг в шоу, победила REDGI, но продюсеры отказали ей в дальнейшем участии.

## Рейтинги
В эфире ТНТ шоу выходит с высокими рейтингами. Согласно данным исследовательской компании Mediascope, первый выпуск проекта вывел телеканал в лидеры слота, собрав у экранов 17,4 % зрителей в возрасте 18-30 лет. Второй выпуск музыкального шоу стал абсолютным лидером субботнего прайм-тайма — практически каждый пятый телезритель в возрасте от 18-30 лет следил за тем, как продюсеры Максим Фадеев и Тимати ищут новые лица, новую музыку и новые песни. Доля второго выпуска проекта «Песни» составила 18 %. Следом за ним идёт Первого канала, у которого в этом слоте доля была 9,4 % (исторический фильм «Время первых»), а третье место у НТВ — 7,1 % (вокальное шоу «Ты супер!»).

## Места в музыкальных топах
По состоянию на 26 мая 2018 года, песни участников этого телешоу занимают 11 позиций из 30 в iTunes, в Google Play Music и в Apple Music.